# The Blind Watchmaker (téléfilm)

The Blind Watchmaker (en français L'Horloger aveugle) est un film documentaire britannique dans lequel Richard Dawkins démonte les théories créationnistes de William Paley.
Le film documentaire a été produit en 1987 par Jeremy Taylor et Richard Dawkins pour BBC Horizon et a gagné le Sci-Tech Award pour le meilleur documentaire scientifique de l'année. Le film est basé sur le livre de Dawkins  L'Horloger aveugle sorti en 1986.